# Большая Муксалма
Большая Муксалма — один из островов архипелага Соловецкие острова.
Расположен в восточной части архипелага, непосредственно перед входом в губу Долгая, в 11 км от Соловецкого острова. С давних пор связана с Соловецким островом дамбой, построенной ссыльными и каторжниками через проливы Южные и Северные Железные Ворота. Берега острова имеют пологие склоны, за исключением восточного и северо-восточного обрывистых берегов. Сам же остров с царских времён являлся местом ссылки и каторги, а затем, в советское время, большой пересыльной тюрьмой СЛОН, на котором осуществлялась приёмка и обратное этапирование заключённых Гулага, а также располагался одноименный лагпункт Соловецкого лагеря.
Площадь острова составляет 17 км². Поверхность неровная; почва заболоченная и песчано-каменистая. Большая часть территории покрыта мелколесьем. В юго-восточной части острова, основная часть которой заболочена, находятся две горы, большая из которых носит название Фавор.
Посещения острова первобытным населением Западного Прибеломорья начались в финальном мезолите не позднее 6700 л. н. Так радиоуглеродный анализ угля из очага из камней овальной в плане формы размерами 82×58 см на стоянке Муксалма-3 дал дату 6785±80 лет до настоящего времени. Сгоревшая плашка, обнаруженная выше кострища, дала дату 5722±80 лет до настоящего времени.
На острове расположен Сергиевский скит Соловецкого монастыря.

## Галерея

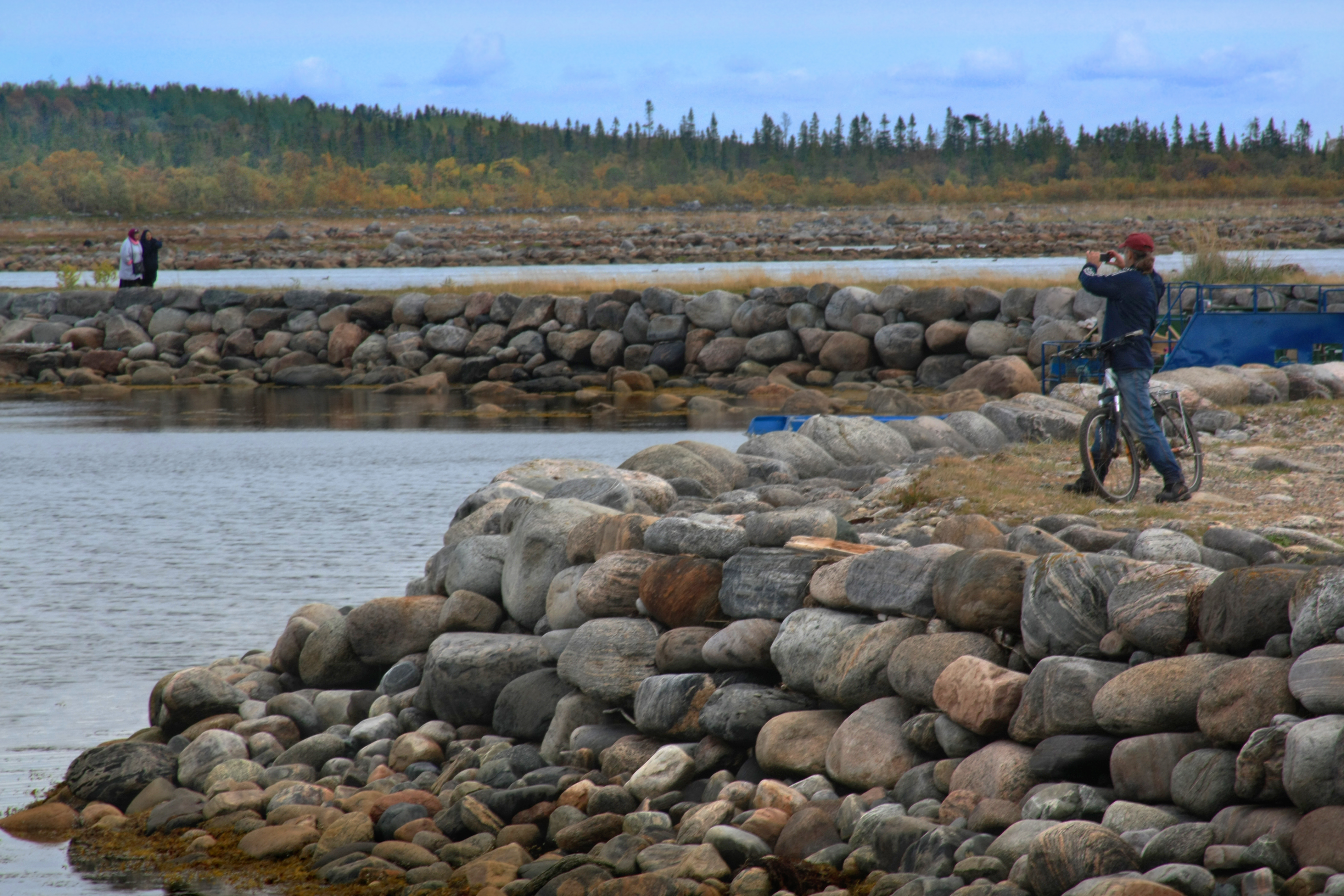
Дамба между  проливами Южные Железные Ворота и Северные Железные Ворота
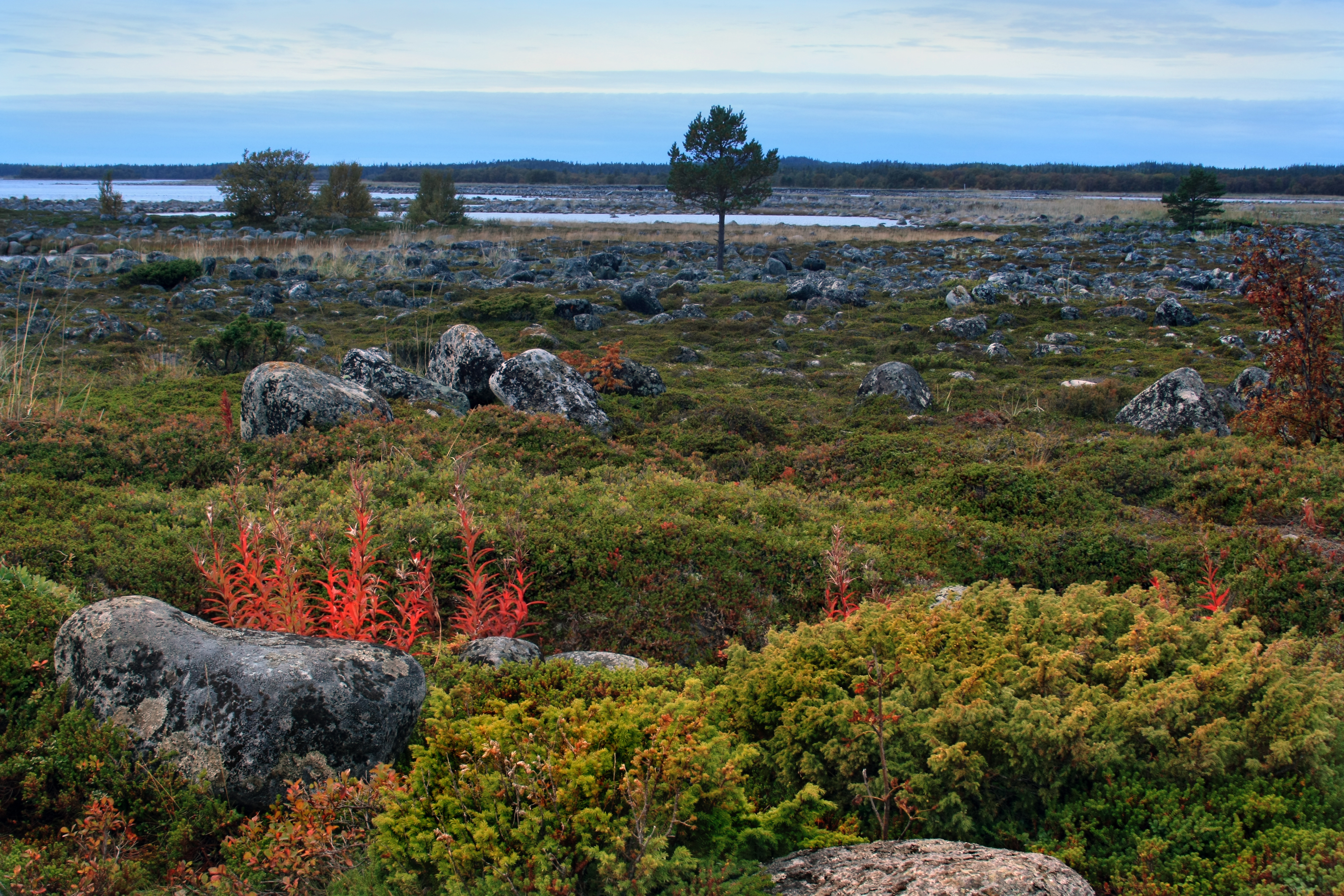
Остров Большая Муксалма
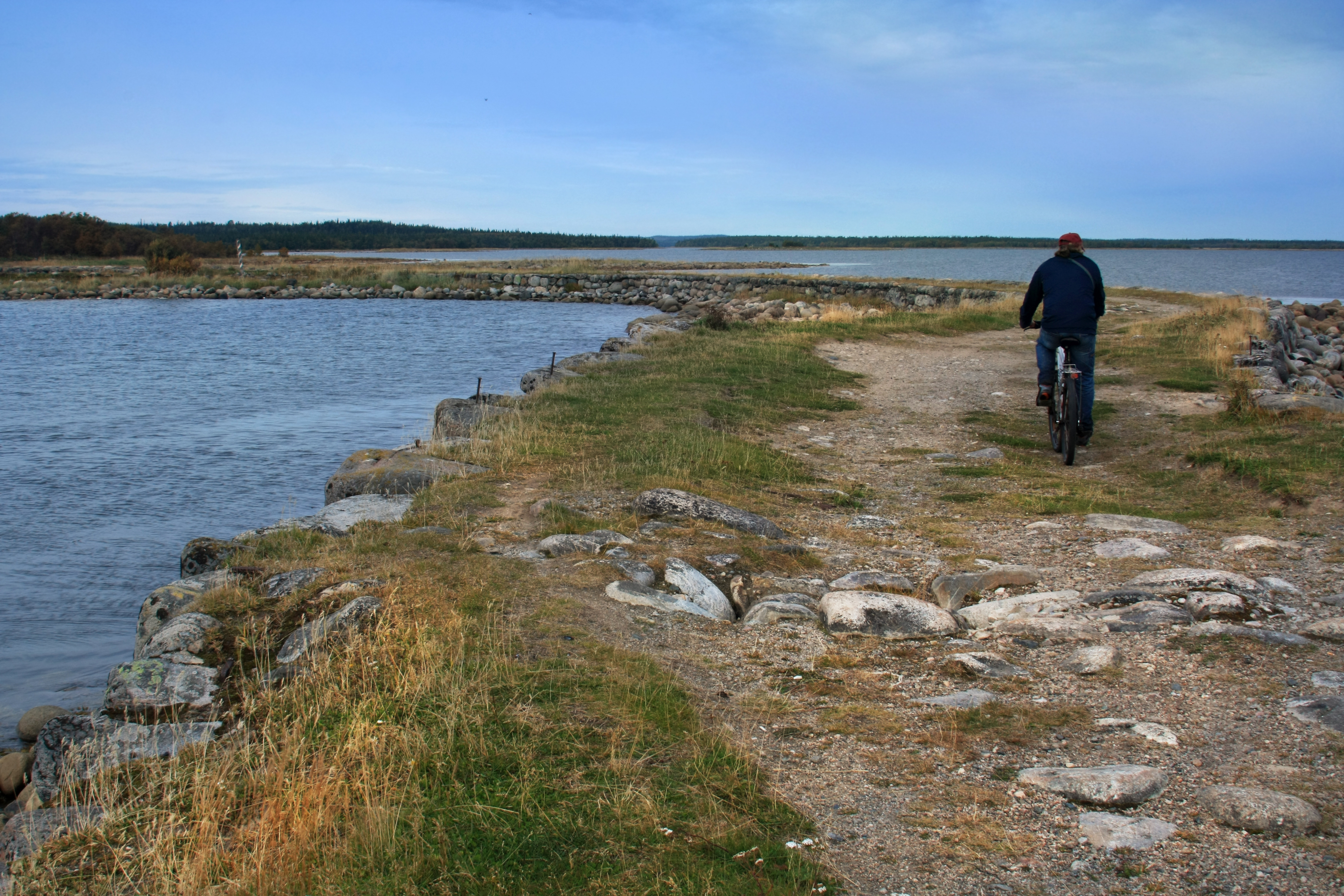
Плотина между островов Соловецкий и Большая Муксалма
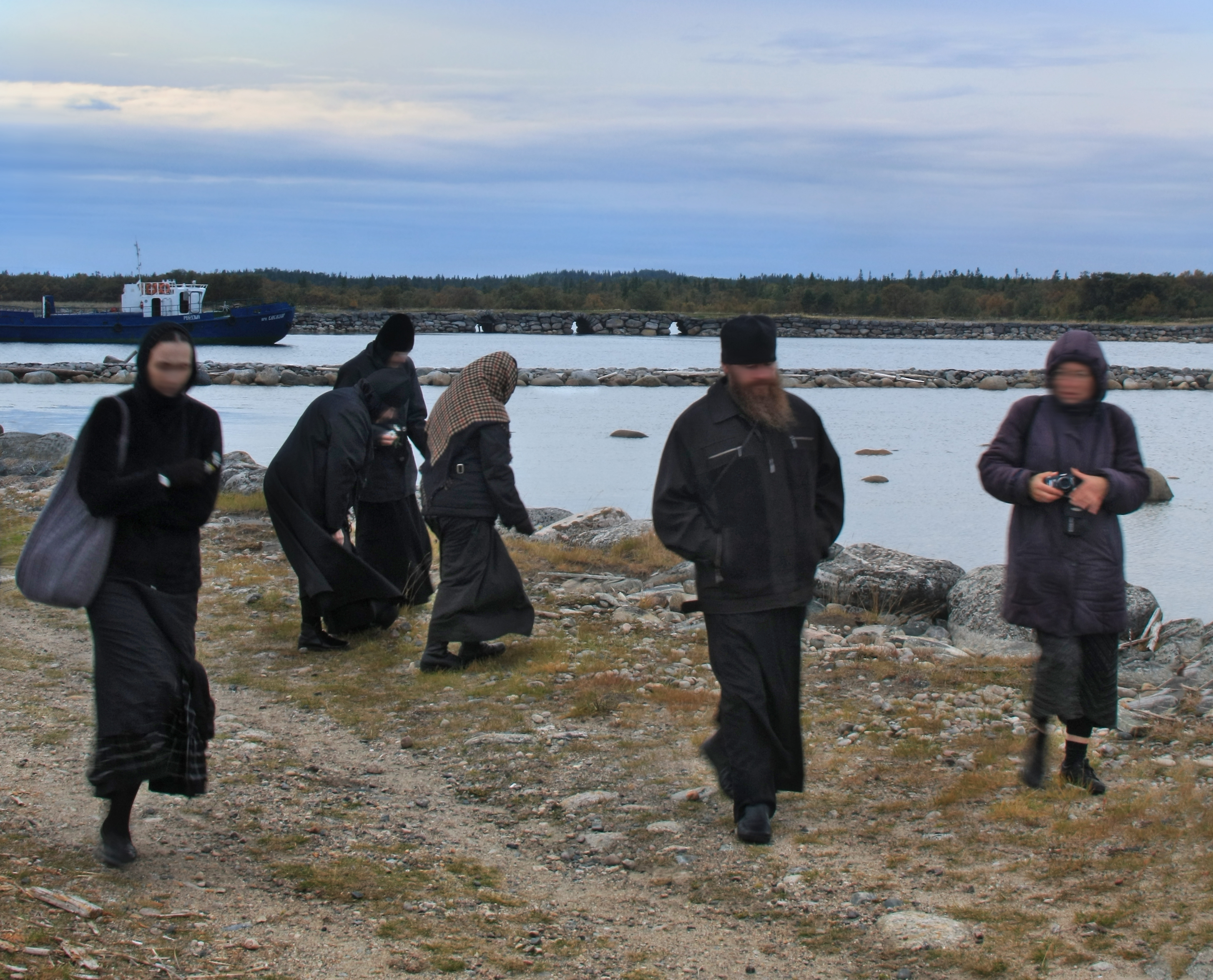
Большая Муксалма. Паломники подходят к острову